# Zwyrodnienie szkliste
Zwyrodnienie szkliste (łac. degeneratio hyalinea; ang. hyaline degeneration, hyalinizing changes, glassy degeneration), szkliwienie, hialinizacja (łac. hyalinosis, hyalinisatio; ang. hyalinosis, hyalinization) – termin używany w patomorfologii, rodzaj zwyrodnienia, zaburzenie przemiany białek pozakomórkowych. Jest to określenie morfologiczne zmian będących skutkiem różnych patologii. Występuje miejscowo, choć często wieloogniskowo. Należy do najczęstszych zwyrodnień białkowych i jest zaliczane do zmian wstecznych. 

## Patomorfologia
Uważa się, że istota szkliwienia to starzenie się wielkocząsteczkowych białek związane z bardzo znaczną utratą wody. Białka wysięków, macierzy międzykomórkowej tkanki łącznej, białka umiejscowione pod nabłonkami lub śródbłonkiem tworzą w konsekwencji jednorodne, amorficzne, kwasochłonne (barwiące się na różowo eozyną) masy o szklistym wyglądzie.

## Przykłady
- fizjologiczne włóknienie i szkliwienie ciałka żółtego jajnika - powstaje ciałko białawe (corpus albicans ovarii)
- bliznowiec
- ciała szkliste w torebce śledziony (hyalinosis capsulae fibrosae lienis) - makroskopowo: „śledziona lukrowana"
- stwardnienie tętnic (arteriosclerosis)
- stwardnienie tętniczek (arteriolosclerosis hyalinica) - głównie w przebiegu cukrzycy lub nadciśnienia
- szkliwienie kłębuszków nerkowych, na przykład:
  - szkliwienie zmian wysiękowych w kłębuszkach nerkowych[1],
  - rozlane stwardnienie kłębuszków nerkowych[1]
  - guzkowe stwardnienie kłębuszków nerkowych[1][2]
  - ogniskowe segmentalne stwardnienie kłębuszków nerkowych - (łac. glomerulosclerosis focalis et segmentalis, ang. focal segmental glomerulosclerosis - FSGS)[3]
  - rozlane stwardnienie (szkliwienie) mezangium kłebuszków nerkowych[4].
- wewnątrzgruczołowe gromadzenie hialiny - np. w gruczole krokowym, pęcherzykach płucnych
- zespół ostrej niewydolności oddechowej dorosłych (ARDS) oraz noworodków (NRDS lub IRDS) - w wyniku szkliwienia wysięku oraz obumarłych pneumocytów typu I powstają charakterystyczne błony, stąd dawna nazwa tych jednostek chorobowych - "zespół błon szklistych"
- szkliwienie kanalików krętych jądra w zespole Klinefeltera
- włóknienie z następowym szkliwieniem ściany naczyń oraz skóry właściwej w twardzinie
- włókna Rosenthala

## Inne
Niektórzy zaliczają do zwyrodnienia szklistego również zaburzenia przemiany białek wewnątrzkomórkowych, np. zwyrodnienie kropelkowo-szkliste (łac. degeneratio hyalineo-guttata).